# De Paanders
De Paanders is een kerkdorp in Meulebeke, een deelgemeente van de Belgische stad Tielt. Het bevindt zich ten zuidoosten van de plaats Meulebeke. De Paanders heeft een eigen kerk toegewijd aan het Onbevlekt Hart van Maria en school. De begraafplaats is gelegen in de Wolvenstraat, enkele merkwaardige Mariakapelletjes zijn te vinden op de parochie.
Alle dorpswinkels bevinden zich in de Paanderstraat. Het klooster dat bewoond werd door de Zusters van het Geloof uit Tielt maakt sedert 2005 deel uit van de school.
Het Paanderspad met start aan de kerk is een 7 km bewegwijzerd wandelpad. De wandeling biedt vergezichten over de Mandelvallei en de Vlaamse Ardennen.
De Onbevlekt Hart van Mariakerk werd gebouwd in 1947 door E.H. Jozef Goethals, pas in 1956 werd De Paanders een zelfstandige parochie met eigen pastoor.
Deelgemeenten: Aarsele · Kanegem · Meulebeke · Schuiferskapelle · Tielt

Overige dorpen en gehuchten: Haantjeshoek · Marialoop · De Paanders · 't Veld (deels)

Belgische gemeenten · Arrondissement Tielt · West-Vlaanderen · Vlaanderen